# Pehr Leufstadius
Pehr Leufstadius, död 12 maj 1700 i Österlövsta församling, var en svensk präst.

## Biografi
Pehr Leufstadius var son till kyrkoherden Magnus Ivari Leufstadius och Anna Andersdotter i Österlövsta församling. Han blev 1643 student vid Uppsala universitet och prästvigdes 1652 till komminister i Österlövsta församling. Leufstadius blev 1671 kyrkoherde i Österlövsta församling och avled 1700 i församlingen.

### Familj
Leufstadius var gift med Anna Sandel. Hon var dotter till kyrkoherden Pehr Sandel i Hållnäs församling. De fick tillsammans barnen studenten Anders Leufstadius, Helena Leufstadius, Anna Leufstadius som var gift med kyrkoherden Anders Båll i Österlövsta församling och kyrkoherden Magnus Lefustadius i Hållnäs församling.